# Szycie

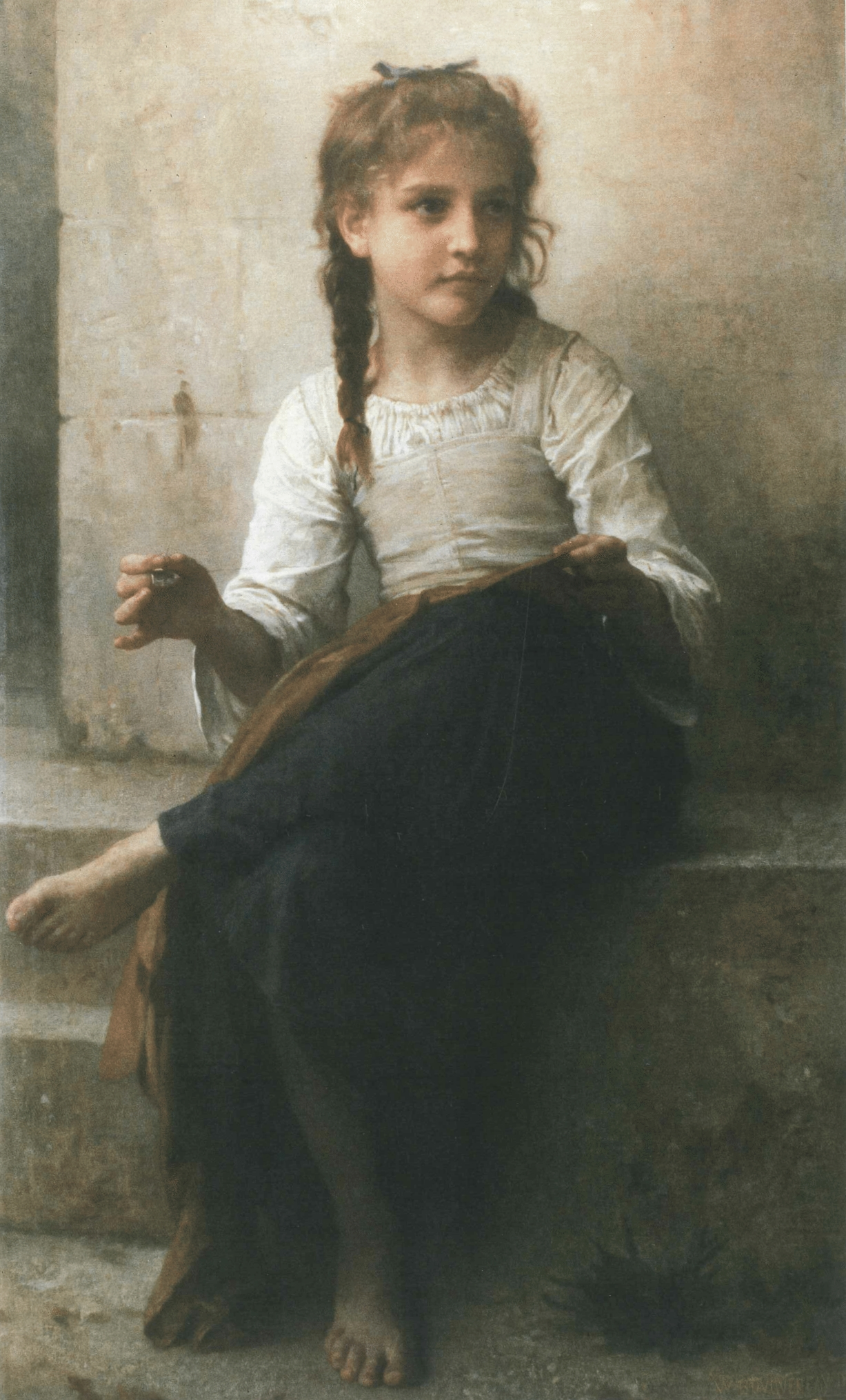
Szyjąca kobieta na obrazie William-Adolphe'a Bouguere'a (1898 r.).

Szycie – sposób łączenia miękkich materiałów (tkanin, skór) za pomocą igły i nici. Technika ta znana jest człowiekowi od czasów paleolitu (30 tys. lat p.n.e.) i poprzedziła tkanie.
Najczęściej stosuje się szycie maszynowe, np. w przemyśle odzieżowym, a także przy produkcji żagli, pościeli, zasłon itp. Szycie ręczne spotyka się coraz rzadziej w gospodarstwach domowych.
Szycie odzieży, ze względu na rozwinięty przemysł odzieżowy, nie wymaga własnoręcznych przygotowań na potrzeby gospodarstwa domowego. Czynność ta jednak stała się hobby. Wydawnictwa przygotowują szablony krawieckie do użytku domowego, dzięki którym wykonanie nawet skomplikowanych modeli nie wymaga technicznych umiejętności związanych z dziedziną konstrukcji odzieży. Szablony proponują między innymi:
- czasopismo Burda, również na stronie internetowej[1]
- polska strona z wykrojami[2]
- międzynarodowa strona z wykrojami[3]

Zszywanie tkanek, nerwów jest także stosowane w chirurgii.

## Rodzaje ściegów

### Ściegi podstawowe
- ścieg „przed igłą”,
- ścieg fastrygowany (fastrygowanie),
- ścieg pętelkowy,
- ścieg „za igłą”,
- ścieg maszynowy,
- ścieg okrętkowy,
- ścieg obrzucany,
- ścieg dziergany

### Ściegi ozdobne
- ścieg łańcuszkowy,
- ścieg zakopiański,
- ścieg gałązkowy,
- ścieg krzyżykowy,
- ścieg sznureczkowy